# De Catilinae coniuratione
De Catilinae coniuratione (Latijn: Over Catilina's complot) was een van de boeken die Gaius Sallustius Crispus geschreven heeft toen hij op de Quirinalis woonde. Het boek verhaalt de samenzwering van Catilina. Catilina was een product van de onrustige tijden in Rome waarvoor in de eerste plaats de optimates verantwoordelijk waren. Het beeld dat hij van de samenzwering en haar onderdrukking geeft, verschilt sterk van dat van Cicero, wiens 'heldenrol' hier tot bescheiden proporties wordt teruggebracht.
Catilina volgde de gewone cursus honorum, zonder vriendjespolitiek. Hij stelde zich drie keer kandidaat om consul te worden, maar telkens mislukte het. Daarom zon hij op wraak en besloot hij een samenzwering op touw te zetten. Hij was van plan de consules designati te vermoorden en brand te stichten in Rome. Maar dit lekte uit en de consul, Cicero, kreeg van de senaat dictatoriale volmachten (senatus consultimum ultimum).

## Nederlandse vertalingen
Het boek is meermaals in het Nederlands overgezet, vaak gebundeld met andere werken van Sallustius of met de redevoeringen van Cicero:
- Vande t'samenzweeringhe Catilinæ tegens het ghemeenebeste van Romen, vert. S. Vomelius, 1613.
- t'Zamenzwering van Lvcivs Catilina tegens de staet van Romen, vert. Her. Ben, 1651.
- Roomsche historien van de t'zamenzweringe van Catilina en den oorlog met Jugurtha, vert. F. van Hoogstraeten, 1683.
- Over de samenzwering van Lucius Sergius Catilina, benevens vier redevoeringen van Marcus Tullius Cicero, over het zelfde onderwerp, vert. Jan ten Brink, 1798.
- De samenzwering van Catilina, vert. H.C. Muller, 1893.
- De samenzwering van Catilina, vert. G. Timmermans, 1938 (laatst herzien 1973).
- De samenzwering van Catilina , vert. R. Van Crombrugge, 1947.
- De samenzwering van Catilina, vert. Herman Van Looy, 1967 (laatst herzien 1986).
- Sallustius. De oorlog met Catilina, De oorlog met Iugurtha, Historische fragmenten, Brieven aan Caesar, Smaadschrift tegen Cicero, vert. J.W. Meijer, 1970.
- De samenzwering van Catilina. Eerste rede tegen Catilina, vert. Eddy De Laet, 1979.
- De kleine samenzwering van Catilina, vert. Vincent Hunink, 1998.
- Rome in verval. De samenzwering tegen Catilina. De oorlog tegen Jugurtha, vert. Vincent Hunink, Amsterdam, 1999. ISBN 9025349676
- Bederf van binnenuit. Crisis in Rome, vert. Vincent Hunink, Athenaeum-Polak & Van Gennep, Amsterdam, 2015. ISBN 9789025300609